# Nialus fingo
Nialus fingo är en skalbaggsart som beskrevs av Rudolph Petrovitz 1971. Nialus fingo ingår i släktet Nialus och familjen Aphodiidae. Inga underarter finns listade i Catalogue of Life.